# Weird Nightmare
Weird Nightmare ist eine Jazzkomposition von Charles Mingus.

## Der Titel
Für den Song schrieb der Bandleader, Bassist und Komponist Charles Mingus nicht nur die Musik in AABA-Form, sondern auch den Text und das Arrangement, basierend auf Intervallen, die die meisten Sänger damals für wahrscheinlich unsingbar gehalten hätten, so der Kritiker Leonard Feather in den Liner Notes zu der Platte Pre-Bird. Das Ergebnis steht in starkem Kontrast zu den damals üblichen „populären Songs“ (des American Songbooks).
Mingus hatte diese Komposition zuerst im Januar 1946 mit seinem sog. „Sextette“ (einem Tentett) für das nur an der Westküste vertriebene Label Excelsior aufgenommen (als B-Seite zu seinem Shuffle Blues). Sänger war der Tenor Claude Trenier; das Stück trägt hier deutliche Züge einer Swingballade, wozu das Solo von Lucky Thompson beiträgt. Die Pianistin Lady Will Carr nahm im April des gleichen Jahres das Stück unter dem Titel Pipe Dream mit „Baron Mingus and His Octet“ für das lokale Four Stars-Label in San Francisco auf – in dieser Version des Stückes wurde auf Gesang verzichtet und die Pianistin herausgestellt; Britt Woodman spielte ein Solo auf der Posaune. Eine nächste Fassung wurde 1958 für die Jazz-&-Lyrik-Produktion von Langston Hughes, Weary Blues eingespielt. Nach diesen beiden Instrumentalversionen nahm Mingus am 25. Mai 1960 die Komposition wieder mit Text auf und veröffentlichte sie auf Pre-Bird. Die Sängerin war Lorraine Cousins.
Diese Mingus-Komposition ist auch das Titelstück eines Tribute-Albums des Produzenten Hal Willner; hier wird Weird Nightmare gesungen von Elvis Costello, begleitet von Bill Frisell, Marc Ribot, Don Alias, Henry Threadgill u. a.
Mingus hat die Komposition als Instrumentaltitel verschiedentlich auch unter anderen Titeln, zunächst als Smooch 1953 mit Miles Davis, eingespielt, 1960 auch als Vassarlean auf seiner Platte Mingus für das Label Candid aufgenommen.

## Auswahldiskografie
- Charles Mingus: Pre-Bird (Mercury, 1960)
- Michele Rosewoman: Guardian Of The light (Enja)
- Mingus Big Band ’93: Nostalgia In Times Square (Dreyfus)
- Elvis Costello, Bill Frisell, u. a. auf: Hal Willner: Weird Nightmare (Columbia/Sony, 1992)
- Elvis Costello & Bill Frisell: Live At Meltdown (Nonesuch/Warner, 1995)